# Eduard Freimüller

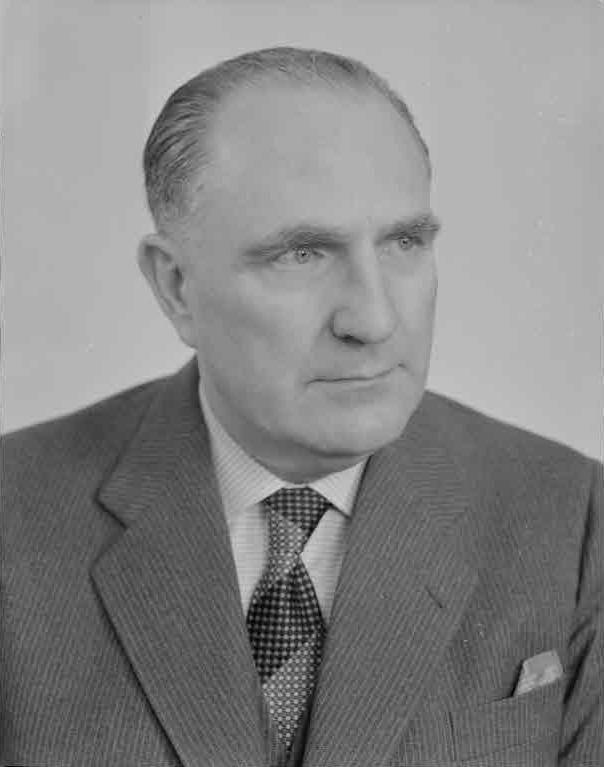
Eduard Freimüller (1958)

Eduard Freimüller (* 9. August 1898 in Bern; † 2. Juni 1966 ebenda, heimatberechtigt in Bern und Humlikon) war ein Schweizer Politiker (SP).

## Leben
Freimüller besuchte das Gymnasium in Bern, das er mit der Matura abschloss. Anschliessend studierte er an der Universität Bern Volkswirtschaftslehre und promovierte 1925. Er wurde Beamter der Polizeidirektion der Stadt Bern.
1922 wurde er Mitglied der SP, 1923 des VPOD. 1926 wurde Freimüller der erste sozialdemokratische Regierungsstatthalter des Amtsbezirks Bern. Er gehörte von 1933 bis 1966 dem Gemeinderat an und führte die Polizei- und Sanitätsdirektion. Von 1958 bis 1966 war er Stadtpräsident von Bern. Ausserdem war er von 1934 bis 1950 Grossrat des Kantons Bern und von 1943 bis 1963 Nationalrat.

## Schriften
- Die wirtschaftliche und soziale Stellung der Beamtin in der Schweiz. Sieber, Bern 1925 (Diss. Jur. Bern).
- Das Arbeiterbildungswesen in der Schweiz. Sonderabdruck. Buchdruckerei Steiger, Bern 1925.